# منطقه گامبلا
منطقه گامبلا (به لاتین: Gambela Region) یک منطقه در اتیوپی است که در غرب این کشور واقع شده‌است. منطقه گامبلا ۲۹٬۷۸۲٫۸۲ کیلومتر مربع مساحت و ۴۳۵٬۹۹۹ نفر جمعیت دارد.